# Coryneliospora
Coryneliospora är ett släkte av svampar. Coryneliospora ingår i familjen Coryneliaceae, ordningen Coryneliales, klassen Eurotiomycetes, divisionen sporsäcksvampar och riket svampar.
|                | Corynelia                                                                                |
|                |                                                                                          |
|                | Bicornispora                                                                             |
|                |                                                                                          |
|                | Caliciopsis                                                                              |
|                |                                                                                          |
| Coryneliospora | \| \| Coryneliospora fructicola \| \| \| \| \| \| Coryneliospora rapaneicola \| \| \| \| |
|                | \| \| Coryneliospora fructicola \| \| \| \| \| \| Coryneliospora rapaneicola \| \| \| \| |
|                | Coryneliopsis                                                                            |
|                |                                                                                          |
|                | Tripospora                                                                               |
|                |                                                                                          |
|                | Lagenulopsis                                                                             |
|                |                                                                                          |
|                | Fitzpatrickella                                                                          |
|                |                                                                                          |
|                | Coryneliospora fructicola                                                                |
|                |                                                                                          |
|                | Coryneliospora rapaneicola                                                               |
|                |                                                                                          |

|  | Coryneliospora fructicola  |
|  |                            |
|  | Coryneliospora rapaneicola |
|  |                            |